# Олимпийский комитет Сингапура
Национальный олимпийский совет Сингапура (англ. Singapore National Olympic Council; кит. 新加坡国家奥运理事会) — организация, представляющая Сингапур в международном олимпийском движении. Основан в 1947 году; зарегистрирован в МОК в 1948 году.
Штаб-квартира расположена в Сингапуре. Является членом Международного олимпийского комитета, Олимпийского совета Азии и других международных спортивных организаций. Осуществляет деятельность по развитию спорта в Сингапуре.